# Зал Кьяроскури
Зал Кьяроскури (итал. Sala dei Chiaroscuri) — один из залов Папского двора, относится к музеям Ватикана.
Прежде зал назывался «комната попугаев» (по обычаю в одной из комнат папского дворца находилась клетка с попугаем). Другие названия зала: dei cubicularii (т.к.  там находились ответственные за охрану покоев папы (cubiculum) cubicularii secreteri) или dei palafrenieri (Зал конюхов: конюхи переносили трон папы). Зал также использовался папой для переодевания по поводу литургических церемоний в Сикстинской капелле.